# Кожље (Илијаш)
Кожље  је насељено место у Босни и Херцеговини у Општини Илијаш које административно припада Федерацији Босне и Херцеговине. Према попису становништва из 1991. у насељу је живео 51 становник.

## Становништво
По последњем службеном попису становништва из 1991. године, у насељу Кожље је живео 51 становник. Сви становници су били Хрвати.